# Tomoko Kawase
Tomoko Okuda, beter bekend onder haar geboorte- en artiestennaam Tomoko Kawase (Japans: 川瀬 智子, Kawase Tomoko - Kyoto, 6 februari 1975), bijgenaamd Tommy, is een Japans zangeres, songwriter, muziekproducente en model. Ze is bekend geworden als zangeres van de alternatieve rockband The Brilliant Green, die internationaal veel succes heeft geoogst. Daarnaast heeft ze – met name in Japan – een succesvolle solocarrière met haar alter ego's Tommy february6 en Tommy heavenly6.
Kawase zingt zowel in het Japans als het Engels, soms zelfs afwisselend binnen eenzelfde nummer. Verscheidene singles van haar zijn gebruikt in anime, waaronder Paradise Kiss, Mobile Suit Gundam 00, Soul Eater, Pokémon, Gin Tama en Bakuman. Ook in de film Kamikaze Girls werd een nummer van Kawase gebruikt.

## Carrière

### 1995–2001: The Brilliant Green
In 1995 nam Kawase deel aan een talentenjacht, waar bassist Shunsaku Okuda en gitarist Ryo Matsui haar hoorden zingen. Nadien werd ze gevraagd om zangeres te worden van The Brilliant Green, een band die de twee net hadden opgericht. De eerste twee singles van The Brilliant Green waren Bye Bye Mr. Mug en Goodbye and Good Luck, en kenden enig succes in thuisland Japan. De doorbraak kwam in 1998, toen de derde single There Will Be Love There gebruikt werd als openingsnummer van de populaire Japanse dramaserie Love Again. Het nummer schopte het tot de bovenste regionen van de hitlijsten. Daarna volgde Tsumetai Hana, wat een nummer 1-hit werd, en het debuutalbum The Brilliant Green, dat in twee dagen tijd meer dan één miljoen keer verkocht werd. Na het album volgde een tour door Japan genaamd There Will Be Live There, die binnen drie minuten uitverkocht was.

### 2001–2010: solocarrière en alter ego's
In 2001 tekende Kawase een platencontract bij DefStar Records, een dochterbedrijf van Sony Music Japan, en begon aan een solocarrière met het alter ego Tommy february6. De naam verwijst naar twee zaken: Tommy, Kawases bijnaam en february 6, haar geboortedag. Naar eigen zeggen is Tommy february6 een dame die schattig en onschuldig oogt, maar dat eigenlijk niet is. De eerste single die ze onder het alter ego uitbracht was Everyday at the Bus Stop. Het nummer had vele synthpopkenmerken, een groot verschil met het rock- en poprockgeluid van The Brilliant Green. Op de B-kant stond een cover van het nummer Since Yesterday van Strawberry Switchblade.
De tweede single als Tommy february6 was Kiss One More Time, gevolgd door de derde single Bloomin'!. Laatstgenoemd nummer werd gebruikt in een reclame van cosmeticabedrijf Shiseido. Op 6 februari 2002, Kawases verjaardag, verscheen het debuutalbum Tommy February6. Dit album bereikte de nummer 1-positie van de Japanse Oricon-hitlijst en verkreeg platinastatus van de Recording Industry Association of Japan. In oktober 2002 bracht Kawase een foto- en reisgids uit onder de naam Tommy february6 + Hawaii. Deze gids bevatte restaurantrecensies, sightseeings en informatie over de Hawaïaanse cultuur. De pagina's waren voorzien van kleine tekeningen van dieren en feeën, voorzien van gedachteballonnen. Hierna werd de single Je t'aime je t'aime uitgebracht, gevolgd door Love Is Forever.
Kawase wilde naast Tommy february6 een tweede alter ego, die wat duisterdere kanten had. Door een droom die ze naar eigen zeggen als Tommy february6 had gehad, kwam ze op de naam Tommy heavenly6. De eerste single van dat alter ego was dan ook Wait Till I Can Dream, verwijzend naar de droom. In 2003 richtte Kawase de popgroep Tommy Angels op. De groep bracht slechts één single uit, You'll Be My Boy, te weten op 17 december 2003. Het nummer bereikte de 78e plaats van de Oricon Top 200-hitlijst in Japan. Kawase had de songtekst geschreven en het nummer geproduceerd, en Malibu Convertible had de muziek gecomponeerd. Na het uitbrengen van de single werd de groep ontbonden.
Kort daarop bracht Kawase als Tommy february6 het tweede album uit: Tommy Airline. Ook dat album bereikte de nummer 1-positie van de Japanse hitlijsten en platinastatus. Het album werd gevolgd door de tweede single van Tommy heavenly6: Hey My Friend. Pas twee jaar later, in augustus 2005, volgde de derde single Ready? en het debuutalbum Tommy heavenly6. Daarnaast bracht ze als Tommy february6 een nieuwe single uit, Lonely in Gorgeous, die ook internationaal enig succes oogste.
Vervolgens besloot Kawase om zich een paar jaar lang te storten op Tommy heavenly6. In 2006 en 2007 verschenen vijf singles en een nieuw album onder dat alter ego: Heavy Starry Heavenly. In maart 2007 ging Kawase op de Heavy Starry Tour, waar ze optredens gaf als Tommy heavenly6. Tijdens de tour had ze de beschikking over een eigen liveband, maar ook bandleden van The Brilliant Green verschenen enkele malen ten tonele. In de videoclips van Lollipop Candy Bad Girl en I Love Xmas speelde Kawase zowel Tommy february6 als Tommy heavenly6.
In 2008 was Tommy february6 te horen op het verzamelalbum We Love Cyndi van Cyndi Lauper; ze coverde het nummer All Through the Night. Op 25 februari 2009 bracht Kawase zelf ook twee verzamelalbums uit: Strawberry Cream Soda Pop Daydream als Tommy February6 en Gothic Melting Ice Cream's Darkness Nightmare als Tommy heavenly6. Ook was op beide albums één nieuw nummer van de alter ego's te horen. In april van dat jaar verscheen van Tommy heavenly6 een conceptalbum in samenwerking met Chiffon Brownie: I Kill My Heart. De twee singles die werden uitgebracht bevatten twee versies: een versie gezongen als Tommy heavenly6 en een versie gezongen als Tommy february6. Na het album verliepen de platencontracten bij DefStar Records; ze werden niet vernieuwd.

### 2010–heden: Warner Music Japan en pauze
In 2010 tekende Kawase voor zowel Tommy february6, Tommy heavenly6 als The Brilliant Green een platencontract bij Warner Music Japan. In december 2010 kondigde ze via haar Twitteraccount aan een mogelijk derde album als Tommy february6 op te gaan nemen. In augustus 2011 bevestigde ze aldaar bezig te zijn met demo's voor beide alter ego's, een maand later gevolgd door een statement op de Tommy heavenly6-site waarin werd gezegd dat Tommy february6 op 6 februari 2012 een comeback zou maken. Ook verscheen Tommy february6 in de videoclip I'm Your Devil (Halloween Remix) van Tommy heavenly6, waarin ze tevens een deel van de zang verzorgde. Dit nummer werd ook internationaal goed ontvangen.
Op 11 november 2011 gaf Kawase in een interview met J-Wave Circus Circus aan dat ze werkte aan een album waarop beide alter ego's te horen waren. In een statement op 1 december kondigde Warner Music Japan aan dat het album op 29 februari 2012 zou verschijnen. Het album was getiteld february & heavenly en kwam uiteindelijk binnen op de zevende plaats van de Japanse Oricon-hitlijst. In september van dat jaar liet Kawase weten een Halloween-ep uit te brengen onder de naam Halloween Addiction, met daarop twee reeds uitgebrachte halloweennummers en een nieuw nummer. In december 2012 kondigde Kawase een Valentijnsdagsingle voor Tommy february6 aan: Be My Valentine. In april 2013 werd bekendgemaakt dat Tommy february6 een nieuwe single in het Engels zou uitbrengen: Runaway. Ook zou er in juni van dat jaar een nieuw album verschijnen: Tommy Candy Shop (Sugar Me). Op 14 juni 2015 volgde opnieuw een ep: Tommy's Halloween Fairy Tale.
Het bleef twee jaar lang stil, maar in 2017 werd een nieuwe single uitgebracht als Tommy february6, Kitty Ninja, tezamen met een geremixte versie van Living Dead Diner Girls van Tommy heavenly6. Laatstgenoemd nummer was alleen beschikbaar voor leden van haar fansite. Op 17 oktober 2018 bracht Kawase opnieuw twee singles uit, Ice Cream Devils als Tommy heavenly6 en Cupcake Angels als Tommy february6.
Sinds 2021 heeft Kawase voor onbepaalde tijd een pauze ingelast.

### Ander werk
Kawase heeft negen keer model gestaan op de voorpagina van de tijdschriften Marquee, JGM en NewsMaker en ook meermaals voor het Italiaanse modehuis Fiorucci. Verder is ze presentatrice geweest van de show Breakdown op MTV Japan, heeft ze stemmen ingesproken voor personages in de anime Piroppo en muziek geproduceerd van onder anderen het popduo Amoyamo en Takashi Fujii. Artiesten als Kyary Pamyu Pamyu en Charli XCX hebben gezegd geïnspireerd te zijn door Kawase.

## Discografie

### Met The Brilliant Green

#### Albums
| Jaar | Titel                |
| ---- | -------------------- |
| 1998 | The Brilliant Green  |
| 1999 | Terra 2001           |
| 2001 | Los Angeles          |
| 2002 | The Winter Album     |
| 2010 | Blackout             |
| 2014 | The Swingin' Sixties |

### Als Tommy february6

#### Albums
| Jaar | Titel                              | Opmerkingen                   |
| ---- | ---------------------------------- | ----------------------------- |
| 2002 | Tommy February6                    |                               |
| 2004 | Tommy Airline                      |                               |
| 2009 | Strawberry Cream Soda Pop Daydream | verzamelalbum                 |
| 2012 | February & Heavenly                | duo-album met Tommy heavenly6 |
| 2013 | Tommy Candy Shop Sugar Me          |                               |

#### Ep's
| Jaar | Titel                        | Opmerkingen                   |
| ---- | ---------------------------- | ----------------------------- |
| 2015 | Tommy's Halloween Fairy Tale | duo-album met Tommy heavenly6 |

#### Singles
| Jaar | Titel                        | Album                     | Opmerkingen                        |
| ---- | ---------------------------- | ------------------------- | ---------------------------------- |
| 2001 | Everyday at the Bus Stop     | Tommy February6           |                                    |
| 2001 | Kiss One More Time           | Tommy February6           |                                    |
| 2002 | Bloomin'                     | Tommy February6           |                                    |
| 2003 | Je t'aime je t'aime          | Tommy Airline             |                                    |
| 2003 | Love Is Forever              | Tommy Airline             |                                    |
| 2004 | Magic in Your Eyes           | Tommy Airline             |                                    |
| 2004 | Lovely (Yumemiru Lovely Boy) | -                         | gebruikt in Pokémon 7: Doel Deoxys |
| 2005 | Lonely in Georgeous          | -                         | soundtrack van Paradise Kiss       |
| 2013 | Be My Valentine              | Tommy Candy Shop Sugar Me |                                    |
| 2018 | Cupcake Angels               | -                         |                                    |

#### Promotionele singles
| Jaar | Titel                       | Album/ep                           | Opmerkingen                           |
| ---- | --------------------------- | ---------------------------------- | ------------------------------------- |
| 2002 | Can't Take My Eyes Off You  | Tommy February6                    |                                       |
| 2009 | Strawberry Cream Soda Pop   | Strawberry Cream Soda Pop Daydream |                                       |
| 2012 | Hot Chocolat                | February & Heavenly                |                                       |
| 2012 | Why Don't You Come With Me? | Halloween Addiction                | bijdrage op de ep van Tommy heavenly6 |
| 2013 | Runaway                     | Tommy Candy Shop Sugar Me          |                                       |
| 2013 | Sugar Me                    | Tommy Candy Shop Sugar Me          |                                       |
| 2017 | Kitty Ninja                 | -                                  |                                       |

### Als Tommy heavenly6

#### Albums
| Jaar | Titel                                         | Opmerkingen                   |
| ---- | --------------------------------------------- | ----------------------------- |
| 2005 | Tommy Heavenly6                               |                               |
| 2007 | Heavy Starry Heavenly                         |                               |
| 2009 | I Kill My Heart                               |                               |
| 2009 | Gothic Melting Ice Cream's Darkness Nightmare | verzamelalbum                 |
| 2012 | February & Heavenly                           | duo-album met Tommy february6 |
| 2013 | Tommy Ice Cream Heaven Forever                |                               |

#### Ep's
| Jaar | Titel                        |
| ---- | ---------------------------- |
| 2012 | Halloween Addiction          |
| 2015 | Tommy's Halloween Fairy Tale |

#### Singles
| Jaar | Titel                       | Album                                         | Opmerkingen         |
| ---- | --------------------------- | --------------------------------------------- | ------------------- |
| 2003 | Wait till I can Dream       | Tommy heavenly6                               |                     |
| 2004 | Hey My Friend               | Tommy heavenly6                               |                     |
| 2005 | Ready?                      | Tommy heavenly6                               |                     |
| 2006 | I'm Gonna Scream            | Heavy Starry Heavenly                         |                     |
| 2006 | Pray                        | Heavy Starry Heavenly                         |                     |
| 2006 | Lollipop Candy Bad Girl     | Heavy Starry Heavenly                         |                     |
| 2006 | I Love Xmas                 | Heavy Starry Heavenly                         |                     |
| 2007 | Heavy Starry Chain          | Heavy Starry Heavenly                         |                     |
| 2008 | Papermoon                   | Gothic Melting Ice Cream's Darkness Nightmare |                     |
| 2009 | Wait For Me There           | Gothic Melting Ice Cream's Darkness Nightmare |                     |
| 2009 | Leaving You                 | Gothic Melting Ice Cream's Darkness Nightmare |                     |
| 2011 | Monochrome Rainbow          | February & Heavenly                           |                     |
| 2012 | Never Ending Party Night    | February & Heavenly                           |                     |
| 2012 | Why Don't You Come with Me? | Halloween Addiction                           | met Tommy heavenly6 |
| 2018 | Ice Cream Devils            | -                                             |                     |

#### Promotionele singles
| Jaar | Titel                                     | Album                                         | Opmerkingen                      |
| ---- | ----------------------------------------- | --------------------------------------------- | -------------------------------- |
| 2009 | Unlimited Sky                             | Gothic Melting Ice Cream's Darkness Nightmare |                                  |
| 2010 | I'm Your Devil                            | February & Heavenly                           |                                  |
| 2011 | I'm Your Devil (Halloween Remix)          | February & Heavenly                           | gastbijdrage van Tommy february6 |
| 2013 | Ruby Eyes                                 | Tommy Ice Cream Heaven Forever                |                                  |
| 2017 | Living Dead Diner Girls (Halloween Remix) | -                                             |                                  |

### Als gastartieste (selectie)
| Jaar | Alter ego                       | Titel                                                     | Gastalbum/samenwerkend artiest                    |
| ---- | ------------------------------- | --------------------------------------------------------- | ------------------------------------------------- |
| 2001 | Tommy february6                 | Game of Love                                              | Hakase-sun                                        |
| 2004 | Tommy february6                 | Magic in Your Eyes (Instrumental for TV)                  | Okusama wa Majo: Bewitched in Tokyo-cd            |
| 2004 | Tommy february6                 | Magic in Your Eyes (Instrumental for TV/Piano Version)    | Okusama wa Majo: Bewitched in Tokyo-cd            |
| 2005 | Tommy heavenly6                 | GIMME ALL OF YOUR LOVE !!                                 | LOVE for NANA 〜Only 1 Tribute〜                  |
| 2006 | Tommy february6                 | Kiss One More Time (Sunaga t Experience's Euro Set Remix) | World Standard 06                                 |
| 2008 | Tommy february6                 | Je t'aime je t'aime (DMC Yō)                              | Detroit Metal City Tribute Album                  |
| 2008 | Tommy february6                 | All Through the Night                                     | We Love Cyndi – Tribute to Cyndi Lauper           |
| 2009 | Tommy heavenly6                 | Unlimited Sky (Acoustic Version)                          | Mobile Suit Gundam 00 Complete Best               |
| 2012 | Tommy february6/Tommy heavenly6 | Halloween Party                                           | Halloween Junky Orchestra                         |
| 2014 | Tommy heavenly6                 | La Soldier                                                | Sailor Moon the 20th Anniversary Memorial Tribute |

### Als producente
| Jaar | Alter ego       | Titel                      | Voor artiest  |
| ---- | --------------- | -------------------------- | ------------- |
| 2003 | Tommy february6 | You'll Be My Boy           | Tommy Angels  |
| 2003 | Tommy february6 | Stars to shine again       | SPEED         |
| 2003 | Tommy february6 | ♡Wanna be your girlfriend♡ | Asuka Hinoi   |
| 2005 | Tommy february6 | OH MY JULIET!              | Takashi Fujii |
| 2012 | -               | Amoyamo                    | Amoyamo       |
| 2013 | Tommy heavenly6 | My Graduation Toss         | Sakura Gakuin |
| 2014 | Tommy february6 | Heart no Hoshi             | Sakura Gakuin |

## Filmografie
| Titel     | Rol            | Tv-zender |
| --------- | -------------- | --------- |
| Piropo    | Stem van Pikki | –         |
| Breakdown | Presentatrice  | MTV       |

## Privéleven
Op 22 november 2003 huwde Kawase met Shunshaku Okuda, bassist van The Brilliant Green. Door haar huwelijk werd haar achternaam officieel gewijzigd in Okuda, maar als artieste blijft ze haar geboortenaam Kawase gebruiken.
- International Standard Name Identifier: 0000 0003 7265 4583
- Library of Congress Control Number: no2013055212
- MusicBrainz: a343493e-42f5-47cf-9ccf-9f399aafbe10
- Virtual International Authority File: 301782819